# Johnson megye (Iowa)
Johnson megye az Amerikai Egyesült Államokban, azon belül Iowa államban található. Lakosainak száma 152 854 fő (2020. április 1.). Johnson megye Linn, Washington, Muscatine, Louisa, Cedar, Iowa és Benton megyékkel határos.

## Népesség
A megye népessége az elmúlt években az alábbi módon változott:
| Lakosok száma | 131 244 | 133 477 | 136 428 | 139 155 | 144 251 | 152 854 |
|               | 2010    | 2011    | 2012    | 2013    | 2015    | 2020    |